# Rise (альбом Anew Revolution)
Rise — дебютный полноформатный студийный альбом группы Anew Revolution, вышел 15 апреля 2008 на лейбле Koch Records.

## Об альбоме
Песни "Rise", "Let Go" и "Saddest Song" ранее звучали на мини-альбоме Revolution EP, а песня "True Faith" ранее выкладывалась группой на страничку группы на сервисе MySpace. Все эти песни были специально перезаписаны для альбома.
"Done" была выбрана, чтобы стать первым синглом группы.

## Список композиций
1. "Done" - 3:39
2. "NME" - 3:29
3. "Generation" - 3:49
4. "Rise" - 3:40
5. "Saddest Song" - 3:34
6. "California Burning" - 3:15
7. "True Faith" (кавер New Order) - 3:11
8. "Let Go" - 3:53
9. "Beautiful" - 4:11
10. "Intro to Lonely/The Lonely" - 5:34
11. "Love To Hate" - 3:47
12. "Pieces" - 2:52 (Японский бонус-трек)
13. "Savior" - 2:43 (Японский бонус-трек)

## Участники записи
- Joey Duenas - вокал и гитара
- Shaun Stockton - соло-гитара
- Rob Urbani - ударные
- Frank "Frankie" Salvaggio - бас и бэк-вокал